# Milesia aperta
Milesia aperta är en tvåvingeart som beskrevs av Heikki Hippa 1990. Milesia aperta ingår i släktet Milesia och familjen blomflugor. Inga underarter finns listade i Catalogue of Life.